# Николишин Дмитро Васильович
Дмитро Васильович Николишин (псевд. і крипт. — М.Василів, О.Комар, О.Н., Дм.Н., Д.Н.; 28 жовтня 1884, с. Іванків — 14 грудня 1950, м.Львів) — український письменник, літературознавець, педагог. Жертва сталінського терору.

## Біографія
Народився у селі  с. Іванків, Королівство Галичини і Володимирії, Австро-Угорська імперія, нині Борщівський район, Тернопільська область, Україна.
Закінчив філософський факультет Чернівецького університету (1910), вчителював у містах Вижниця (1910–1911, нині Чернівецької області) та Коломия (нині Івано-Франківська область).
1946–1950 — викладач англійської та німецької мов у Львівському медичному (нині медична академія) та педагогічному (нині педагогічний університет у м. Дрогобич Львівської області) інститутах.
Від липня 1941 — головний редактор часопису «Воля Покуття» (м. Коломия), референт культурно-освітньої праці при Українському окружному комітеті (м. Львів).
Від 1944 — в Німеччині, у 1946 році повернувся до Львова. Николишина та його сім'ю підтримували й надавали прихисток Ярослав Геляс, Денис Лукіянович та Ірина Вільде.
У 1950 році Николишина заарештовано, засуджено на 25 років.
Помер у львівській тюрмі; реабілітований посмертно.

## Творчість
Автор збірок поезій «Хвилини» (1919), «Світання й сутінки» (1936), «Листопадова симфонія» (1937); драматичних творів «Розладдя» (1911), «Маєві акорди» (1919), «Розвіяне щастє» (1922), «Тайна» (1923), «Артисти» (1924), «Самсон» (1928), «Ірод Великий» (1936), «Підводні скелі» (1940) та ін.; лібрето до опери М. Гайворонського «Синя квітка»; наукових розвідок, зокрема про Тараса Шевченка. У 1914 році у видавництві Д. Николишина «Загальна Книгозбірня" в Коломиї  побачили світ наукові праці «Козаччина в поезії Т. Шевченка» й «Т. Шевченко. Історичні поеми». Обидві праці були перевидані, зокрема перша – у 1929-му, друга – у 1921-му роках .
Перекладав з латинської «Змову Каталіни» Саллюстія та «Бесіди проти Каталіни» Ціцерона.
Ряд п'єс залишилося в рукописах.
Видавець «Загальної Книгозбірні» в м. Коломия — разом з Омеляном Цісиком.

### Видання творів
- Николишин Д. Моя біографія //Літопис Борщівщини: Іст.-краєзнав. зб. — Борщів, 1993. — Вип.2. — С.56-58.
- Николишин Д. «Покинув дію і зійшов зі сцени…»; «Кінчиться рідний ліс…»; «І знов далеко ти, моє прекрасне…»: [Вірші] //Тернопіль: Тернопільщина літературна. Дод. № 4. — Тернопіль, 1992. — Вип.2. — Ч.2. — С.34.